# Grêmio Recreativo Escola de Samba Portela
Grêmio Recreativo Escola de Samba Portela (abgekürzt: G.R.E.S. oder GRES Portela) ist zusammen mit der Estação Primeira de Mangueira u. a. eine der traditionsreichsten Sambaschulen in Rio de Janeiro. Sie nahm 1929 zum ersten Mal am Karneval in Rio teil.